# Montreuil-le-Chétif
 Montreuil-le-Chétif  es una población y comuna francesa, situada en la región de Países del Loira, departamento de Sarthe, en el distrito de Mamers y cantón de Fresnay-sur-Sarthe.

## Demografía
| 435 | 445 | 359 | 339 | 291 | 287 |
| Para los censos de 1962 a 1999 la población legal corresponde a la población sin duplicidades (Fuente: INSEE [Consultar]) |     |     |     |     |     |